# Syntrichia subpapillosa
Syntrichia subpapillosa là một loài Rêu trong họ Pottiaceae. Loài này được (Cardot & Broth.) Matteri miêu tả khoa học đầu tiên năm 1994.